# Hilary Howe
Hilary Howe, född 16 juni 1998 är en volleybollspelare (vänsterspiker).
King studerade vid Trinity Western University och spelade med deras lag Trinity Western Spartans i U Sports Volleyball Championship 2016-2021. Efter avslutade studier har hon spelat för Béziers Volley i Frankrike och Ladies in Black Aachen i Tyskland. Hon spelade med Kanadas landslag vid Volleyball Nations League 2022 och VM 2022.